# Phakellia ventilabrum
Phakellia ventilabrum is een sponssoort uit de familie van de gewone sponzen (Demospongiae). Het lichaam van de spons bestaat uit kiezelnaalden en sponginevezels, en is in staat om veel water op te nemen. 
De wetenschappelijke naam werd gepubliceerd in 1767 door Linnaeus.